# EyeTap

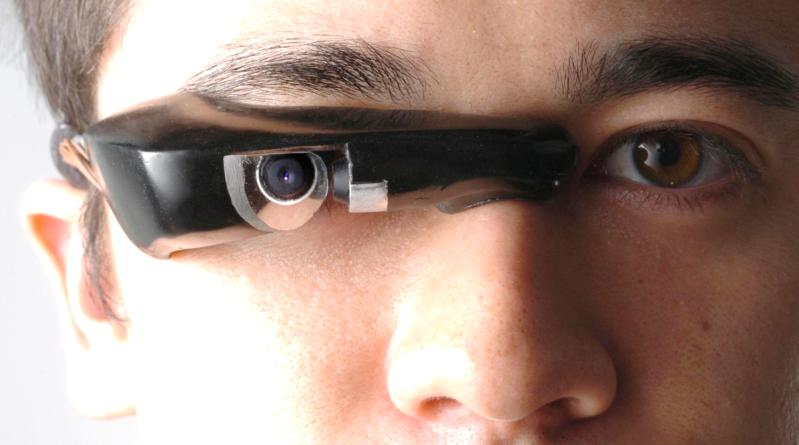
Monokulares EyeTap aus Spritzguss

Ein EyeTap (engl. „Augenanzapfung“) ist ein dem Monokel ähnliches Head-Mounted Display, das vor dem Auge getragen wird und die Funktionen einer Kamera und eines Displays vereint. Das EyeTap blendet computergenerierte Bilder in die vom Benutzer wahrgenommene Szene ein.
Das EyeTap setzt erweiterte Realität um, das heißt, es ergänzt die Sinneswahrnehmungen des Trägers um rechnergestützte Informationen. Anders als bei virtueller Realität, wo geschlossene VR-Helme den Träger von seiner Umwelt abschotten, nimmt der Benutzer des EyeTap seine Umgebung weiterhin wahr.
EyeTaps fangen einen Teil der einfallenden Lichtstrahlen vor dem Auge ab, um das, was das Auge sieht, möglichst genau aufzunehmen. Eine Kamera digitalisiert das abgefangene Bild der Szene und schickt es an einen Computer, der es nach Verarbeitung an einen Projektor weitergibt. Der Projektor spiegelt das bearbeitete Bild an derselben Stelle, wo es vorher entnommen wurde, wieder in das Augenlicht ein und überlagert damit die ursprüngliche Szene. In das Auge fallen letztendlich also sowohl Lichtstrahlen, die das EyeTap ungeändert passieren, als auch künstlich erzeugte Lichtstrahlen. Dadurch ergibt sich eine saubere, transparente Überlagerung des realen und des computererzeugten Bildes. Stereo-EyeTaps verändern die Sicht beider Augen gleichermaßen, die meisten Prototypen zapfen der Einfachheit halber aber nur das Licht eines der Augen an.
EyeTap ist auch der Name eines Unternehmens, das vom EyeTap-Erfinder Steve Mann gegründet wurde. Steve Mann ist ein bekannter Visionär der Cyborg-Technologie, Förderer des Wearable Computing und Kritiker staatlicher Überwachung (vgl. Sousveillance).

## Mögliche Einsatzzwecke
Ein EyeTap ist in gewisser Weise mit einem Head-up-Display vergleichbar. Der Hauptunterschied besteht allerdings darin, dass der Computer nicht nur das Display projiziert, sondern zusätzlich auch auf die vom Auge wahrgenommene Szene zugreifen kann. Auf diese Weise ist es in der Theorie möglich, das computergenerierte Bild in Abhängigkeit vom natürlichen Bild zu verändern. Eine entsprechende Nutzung wäre beispielsweise im Sport denkbar: Der Träger des EyeTap könnte im Stadion einem spezifischen Spieler auf dem Feld folgen, während der Computer statistische Daten in einer kleinen Infobox über dem Spieler schwebend darstellt. Die „EyeTap-Kriterien“ sind ein Versuch zu definieren, wie nah ein tatsächlich brauchbares Gerät einem derartigen Ideal kommt. EyeTaps werden vor allem in Bereichen Anwendung finden, wo Benutzer von visuellen, interaktiven Echtzeitinformationen profitieren würden. Diese Technik wird manchmal als „Erweiterte Realität“ bezeichnet.
Des Weiteren bieten sie eine vielfältige militärische Einsetzbarkeit, wie zur schnellen Ermittlung von Entfernungen, Feinderkennung, oder der Informationsbeschaffung über das Gelände.

## Funktionsweise
Ein EyeTap ist üblicherweise mit einer computergesteuerten Laserlichtquelle ausgestattet, die neues Bildmaterial für das Auge synthetisiert. Dadurch kann beispielsweise eine Reklametafel, die der Benutzer betrachtet, zum Darstellen einer persönlichen Nachricht wie einer E-Mail benutzt werden. Obwohl ein Hersteller von auf dem Kopf getragenen Displays einen sehr ähnlichen Namen („Eyetop“) gewählt hat, handelt es sich bei einem EyeTap nicht nur um ein einfaches Display, sondern gleichzeitig auch um ein Aufzeichnungsgerät.

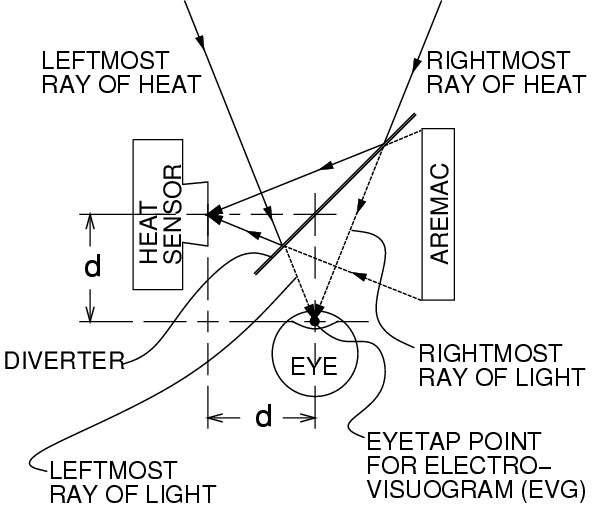
„Thermisches“ EyeTap

Da das Gerät Lichtstrahlen abfängt, die kollinear zu den Strahlen verlaufen, die direkt in das Zentrum des Auges treffen, zeigt der direkte Blick in das Auge eines „Cyborg Loggers“ etwas, was wie eine Linse oder ein ähnlicher Einbau aussieht und direkt in der Augenhöhle montiert zu sein scheint. Das liegt daran, dass die Iris der Glaslinse exakt auf die Iris des Auges abgebildet wird – also auf denselben Punkt, an dem die Laserlichtstrahlen auf ihrem Weg zur Retina vorbeikommen.
Das Prinzip des EyeTap kann auch auf andere Formen elektromagnetischer Energie angewandt werden.